# 久松公園

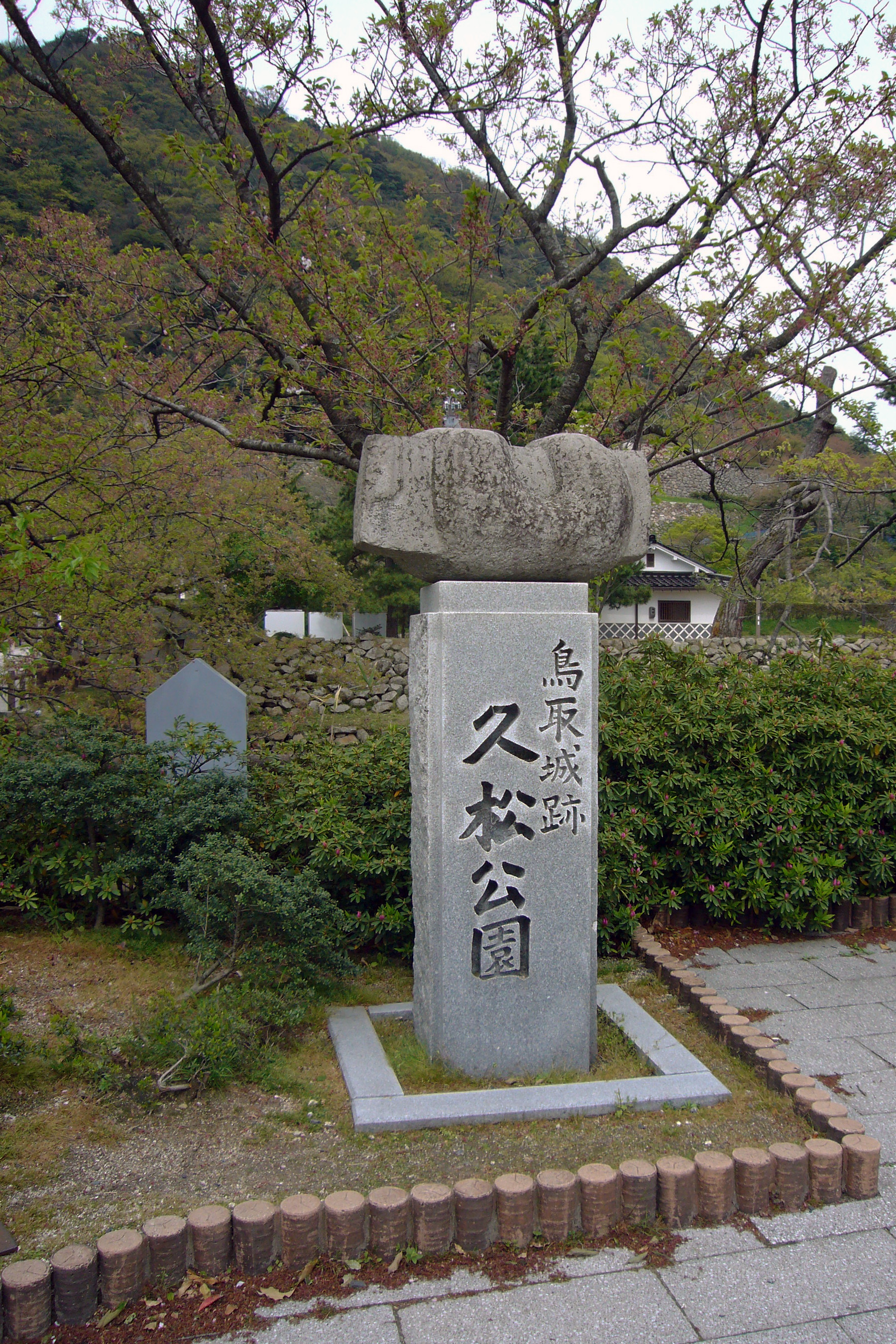
石碑

久松公園（きゅうしょうこうえん）は、鳥取県鳥取市東町にある都市公園（歴史公園）である。

## 概要
- 公園付近にある久松山はかつて鳥取城が建てられていたが、現在は無くなっており鳥取城跡（石垣等）となっている。
- 日本さくら名所100選に指定されている。
- 1947年（昭和22年）11月27日、昭和天皇が久松公園に行幸（昭和天皇の戦後巡幸）[2]。奉迎が行われた[3]。

## 園内の名所・施設
- 久松山
- 鳥取城跡
  - 仁風閣
  - 鳥取県立博物館